# Kadyrelita
La kadyrelita és un mineral de la classe dels halurs. Rep el seu nom del dipòsit de Kadyrel, a Rússia, on va ser descoberta.

## Característiques
La kadyrelita és un halur de fórmula química (Hg₂2+)₃OBr₃(OH). Cristal·litza en el sistema isomètric. La seva duresa a l'escala de Mohs oscil·la entre 2,5 i 3.
Segons la classificació de Nickel-Strunz, la kadyrelita pertany a «03.DD: Oxihalurs, hidroxihalurs i halurs amb doble enllaç, amb Hg» juntament amb els següents minerals: eglestonita, poiarkovita, vasilyevita, hanawaltita, terlinguaïta, pinchita, gianel·laïta, mosesita, kleinita, tedhadleyita, terlinguacreekita, kelyanita, aurivilliusita i comancheïta.

## Formació i jaciments
Va ser descoberta a la troballa de mercuri de Kadyrel, a la vall del riu Oorash-Khem, a la serralada Uyuk, dins el districte de Pii-Khem, a Tuvà (Rússia). Es tracta de l'únic indret de tot el planeta on ha estat trobada aquesta espècie mineral.